# Норт-Сітьюейт (Массачусетс)
Норт-Сітьюейт (англ. North Scituate) — переписна місцевість (CDP) в США, в окрузі Плімут штату Массачусетс. Населення — 5414 особи (2020).

## Географія
Норт-Сітьюейт розташований за координатами 42°12′46″ пн. ш. 70°45′59″ зх. д. / 42.21278° пн. ш. 70.76639° зх. д. (42.212807, -70.766295).  За даними Бюро перепису населення США в 2010 році переписна місцевість мала площу 9,86 км², з яких 9,70 км² — суходіл та 0,16 км² — водойми.

## Демографія
Згідно з переписом 2010 року, у переписній місцевості мешкало 5077 осіб у 1866 домогосподарствах у складі 1393 родин. Густота населення становила 515 осіб/км².  Було 1962 помешкання (199/км²).
Расовий склад населення:
| - 97,0 % — білих - 0,7 % — азіатів - 0,5 % — чорних або афроамериканців - 0,1 % — корінних американців |

До двох чи більше рас належало 1,1 %. Частка іспаномовних становила 1,2 % від усіх жителів.
За віковим діапазоном населення розподілялося таким чином: 27,6 % — особи молодші 18 років, 56,6 % — особи у віці 18—64 років, 15,8 % — особи у віці 65 років та старші. Медіана віку мешканця становила 43,9 року. На 100 осіб жіночої статі у переписній місцевості припадало 93,0 чоловіків;  на 100 жінок у віці від 18 років та старших — 86,6 чоловіків також старших 18 років.
Середній дохід на одне домашнє господарство  становив 134 132 долари США (медіана — 99 505), а середній дохід на одну сім'ю — 161 624 долари (медіана — 135 096). Медіана доходів становила 99 531 долар для чоловіків та 61 607 доларів для жінок. За межею бідності перебувало 4,0 % осіб, у тому числі 1,5 % дітей у віці до 18 років та 6,4 % осіб у віці 65 років та старших.
Цивільне працевлаштоване населення становило 2396 осіб. Основні галузі зайнятості: науковці, спеціалісти, менеджери — 22,3 %, освіта, охорона здоров'я та соціальна допомога — 21,1 %, фінанси, страхування та нерухомість — 14,4 %, роздрібна торгівля — 9,1 %.